# Fuengirola
Fuengirola je španělské město v provincii Málaga v autonomním společenství Andalusie. Leží na pobřeží Středozemního moře 27 km jihozápadně od Málagy.